# Juan Williams Rebolledo
Juan Williams Rebolledo (Curacaví 1825 - Santiago 24 juni 1910) was een Chileens vice-admiraal.

## Biografie
Hij was de zoon van de van oorsprong Britse zeeman John (Juan) Williams (1798-1857), die in de Chileense marine diende onder Lord Thomas Cochrane en van Micaela Rebolledo. Williams trad in 1844 toe tot de marine en voerde het commando over verscheidene schepen. In 1855 werd hij commandant-generaal van de Arsenalen en maritiem gouverneur van Atacama. 
Als commandant van de Esmeralda nam hij deel aan de oorlog tegen Spanje (1865) en werd een nationale held tijdens de zeeslag bij Papudo toen hij er in slaagde de Spaanse kanonneerboot Covadongo te veroveren (26 november 1865). Na de oorlog was hij marine-instructeur en leidde in die hoedanigheid een nieuwe generatie officieren op die later deelnamen aan de Salpeteroorlog. Daarnaast leidde hij de modernisering van de Chileense marine.
In 1874 werd hij in de Kamer van Afgevaardigden gekozen voor de havenstad Valparaíso. In 1874 werd hij benoemd tot bevelhebber-generaal van de marine. In 1877 werd hij bevorderd tot schout-bij-nacht. 
Na het uitbreken van de Salpeteroorlog werd Williams benoemd tot opperbevelhebber van de Marine (1879). Hij nam deel aan de herovering van Tocopilla en Cobija op 27 maart 1879 en nam deel aan de zeeslagen bij Iquique en Punta Gruesa (mei 1879). Aan het einde van 1879 raakte hij in conflict met de minister van Marine en nam ontslag. 
In 1886 werd Williams benoemd tot commandant van Valparaíso en in 1890 werd hij chef van de marine. 
Hij nam in januari 1891 geen deel aan de opstand van marine-officieren die de Burgeroorlog inluidde, maar hij bleef trouw aan president Balmaceda. Na diens nederlaag werd Williams gepensioneerd. 
Juan Williams werd in 1894 gekozen tot voorzitter van de Partido Liberal Democrático (Liberaal-Democratische Partij) die voornamelijk bestond uit aanhangers van Balmaceda. In 1902 verscheen van zijn hand een boek over de geschiedenis van de Spaans—Zuid-Amerikaanse oorlog, getiteld Contienda de Chile y Perú contra España.
Een speciale wet zorgde ervoor dat Williams in 1908 bevorderd kon worden tot vice-admiraal. Op 24 juni 1910 stierf hij in Santiago.

## Familie
Hij was getrouwd met Clara Naegele Guetot en had vijf kinderen. 

## Trivia
De stad Puerto Williams werd in 1957 naar hem vernoemd.